# Albéric Ier de Dammartin
Pour les articles homonymes, voir Alberic.
Alberic I de Dammartin, né en 1110, décédé en 1134.
Il est le fils de Hugues II de Dammartin et de Rothvilde (1085 - ?).

Il épousa Clémence de Bar, fille de Renaud de Bar, comte de Bar de Mousson, de Brie et de Verdun, dit le borgne (1090 -1149) et de Gisèle de Vaudémont (1090 - 1142). 
Ils eurent comme enfant :
- Clémence de Dammartin de Bar, qui épousa Albéric II de Dammartin et eut en dot le titre de comte de Dammartin.